# Срахсранг

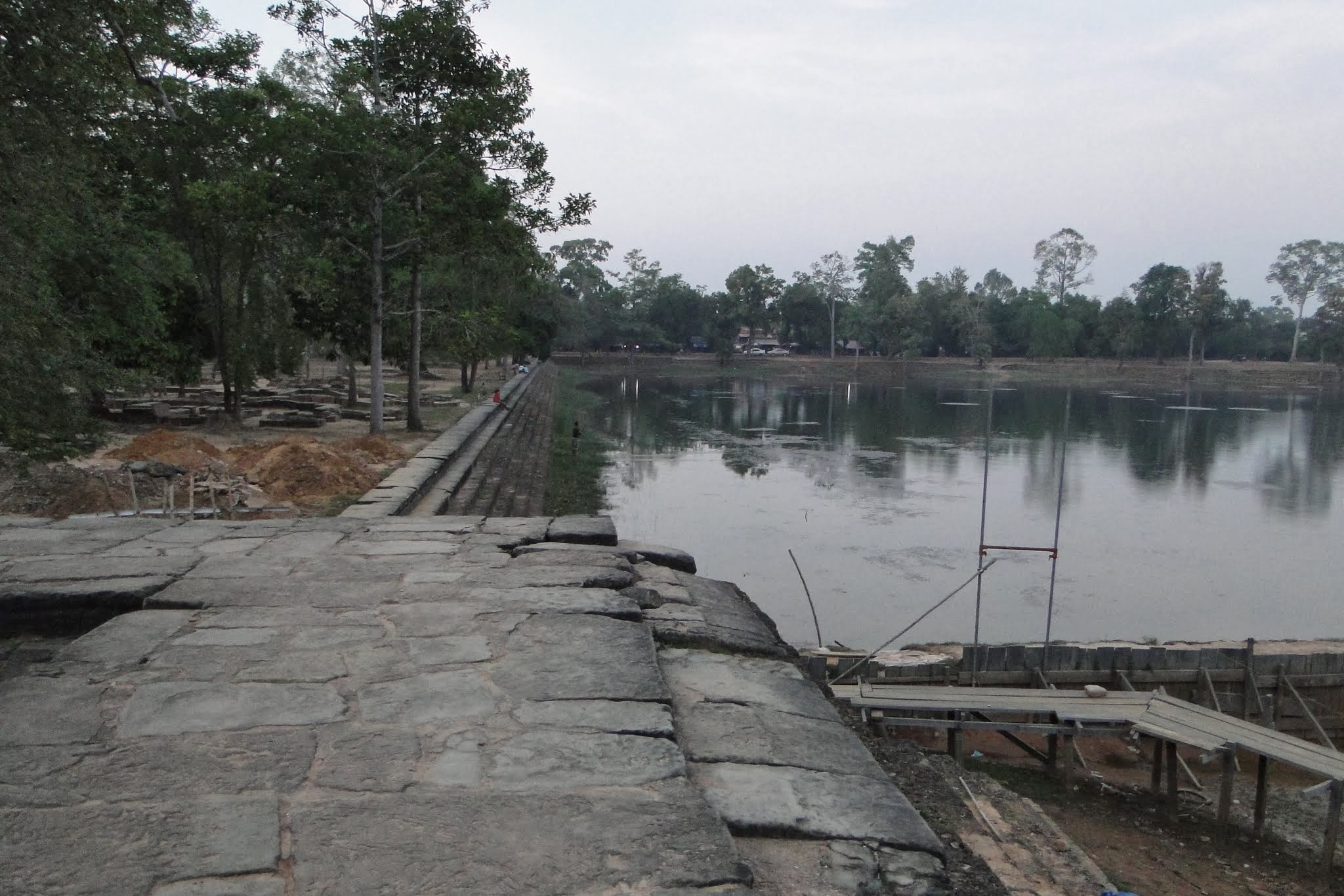
Каменная набережная

Срахсранг (кхмер. ស្រះស្រង់) — водохранилище, в Ангкоре в Камбодже (провинция Сиемреап).
Срахсранг был сооружён в середине X века Кавиндрариматханом, архитектором Раджендравармана II, как часть ныне не существующего буддийского храма. Позднее при Джайаварман VII водоём был перестроен и приобрёл нынешние вид и размер (350 х 700 м). Края резервуара были обрамлены песчаником, а на западной стороне Срахсранг был построен причал.
Причал состоит из латеритовой террасы, на которой располагался павильон из дерева или другого тленного материала, и крестообразной платформы с тремя спусками к воде, обрамлённых нагами. Терраса и платформа соединены лестницей, охраняемой с двух сторон львами. Остатки каменных блоков в центре водоёма, скорее всего, относятся к некогда существовавшему острову и небольшому павильону на нём.
Срахсранг — популярное место встречи восхода.